# Kawasaki Ki-96
 (novembre 2017).
Si vous disposez d'ouvrages ou d'articles de référence ou si vous connaissez des sites web de qualité traitant du thème abordé ici, merci de compléter l'article en donnant les références utiles à sa vérifiabilité et en les liant à la section « Notes et références ».
Le Kawasaki Ki-96 était un chasseur lourd bimoteur japonais de la Seconde Guerre mondiale. Il était destiné à remplacer les Kawasaki Ki-45 du service aérien impérial japonais. 
Cependant, il n'a pas été adopté et seulement trois prototypes furent construits.

## Conception
Le succès du Kawasaki Ki-45 amena Kawasaki à commencer le développement d'une version évoluée en août 1942. Comme le Ki-45, la conception proposée était un bimoteur à deux places, mais plus gros et utilisant des moteurs plus puissants. En décembre 1942, le Koku Hombu (Bureau impérial de l'aviation de l'armée japonaise) manifesta un certain intérêt, mais demanda à Kawasaki de compléter l'avion en tant que chasseur monoplace. Le premier prototype, qui a été converti en cours de production et qui a conservé la plus grande verrière du cockpit destinée au biplace, a volé en septembre 1943. Les deux prototypes restants ont été construits dès le départ en monoplace et équipés d'une verrière plus petite.
Malgré des performances dépassant les estimations et une excellente maniabilité, les exigences de l'Armée de terre étaient redevenues un chasseur à deux places, ce qui a empêché la poursuite du développement du Ki-96. Les ailes et l'empennage du Ki-96 feront toutefois partie de la structure du chasseur biplace Ki-102.

## Appareils similaires
- Kawasaki Ki-45
- Kawasaki Ki-102